# Frits de Kock
Frederik Lodewijk Willem (Frits) de Kock (Amsterdam, 29 augustus 1818 – 's-Gravenhage, 20 juni 1881) was een Nederlands hoffunctionaris en politicus. De geboren jonkheer verkreeg op 3 mei 1881 de adellijke titel van baron.

## Biografie
De Kock studeerde Romeins en hedendaags recht aan de Hogeschool te Leiden en promoveerde in 1840 op stellingen.
In 1848 huwde De Kock, lid van de familie De Kock, met jkvr. Antoinette Catherine Cornélie des Tombe (1826-1897), dochter van luitenant-generaal Andries Jan Jacob des Tombe; zij kregen zes kinderen. In 1881 werd aan hem de titel van baron op allen verleend, maar deze baronale tak stierf met een van zijn dochters in 1940 uit.
Als jeugdvriend van koning Willem III werd hij op 2 juli 1849 diens particulier secretaris en in 1854 tevens kamerheer in buitengewone dienst en directeur van het Kabinet van de Koning. Daarnaast was hij secretaris van de ministerraad (1854-1862). Door zijn functie had hij grote invloed in de Nederlandse politiek en nam daarbij actief deel aan kabinetsformaties, waardoor zijn positie onder druk kwam te staan. Op 14 september 1863 beëindigde hij zijn werkzaamheden als particulier secretaris.
Op 10 oktober 1863 werd hij benoemd tot minister van Staat.
In 1865 speelde De Kock een rol in de Pangka-affaire, die minister Jan Jacob Rochussen ten val bracht.
Na op veel tegenstand op zijn positie te zijn gestuit, nam hij in januari 1868 ontslag als directeur van het Kabinet van de Koning. In 1880 werd hij gerehabiliteerd en werd hij benoemd tot ridder eerste klasse in de Orde van de Gouden Leeuw van het Huis van Nassau. Enkele maanden later werd hij baron.
In januari 1868 was hij voor het district 's-Gravenhage kandidaat voor een zetel in de Tweede Kamer, maar hij werd niet gekozen.
Hij werd onderscheiden als commandeur in de Orde van de Nederlandse Leeuw en grootofficier in de Orde van de Eikenkroon. In 1880 werd hij onderscheiden met de Huisorde van de Gouden Leeuw van Nassau (ridder der Eerste Klasse).